# Acyrophyllum exiguum
Acyrophyllum exiguum är en insektsart som först beskrevs av Brunner von Wattenwyl 1895.  Acyrophyllum exiguum ingår i släktet Acyrophyllum och familjen vårtbitare. Inga underarter finns listade i Catalogue of Life.